# 大横穴
大横穴（だいおうけつ）は、足の太陰脾経に所属する15番目の経穴である。

## 部位
へその外3寸5分に取穴する

## 名前の由来
横は平らな状態のことをいい、臍の真横にあり、中には大腸があり広くて大きいことから名づけられた。

## 効能
虚寒瀉痢、便秘、小腹痛に使われる。　